# Fresnillo kommun
Fresnillo är en kommun i Mexiko.   Den ligger i delstaten Zacatecas, i den centrala delen av landet, 600 km nordväst om huvudstaden Mexico City. Arean är 4 947 kvadratkilometer.
Terrängen i Fresnillo är huvudsakligen kuperad, men österut är den platt.
Följande samhällen finns i Fresnillo:
- Fresnillo
- Plateros
- Lázaro Cárdenas
- Estación San José
- El Salto
- Rafael Yáñez Sosa
- Colonia Montemariana
- Las Catarinas
- Tapias de Santa Cruz
- Colonia Plenitud
- José María Morelos
- Fraccionamiento San Felipe
- Laguna Seca
- Melchor Ocampo
- San José del Río
- San José del Alamito
- Milpillas de la Sierra
- México Nuevo Uno
- Colonia Santa Anita
- Felipe Ángeles
- Colonia Emancipación
- Redención
- Vicente Guerrero
- Mendoza
- Plan de Vallecitos
- Providencia de Rivera
- Emiliano Zapata
- El Refugio de Ábrego
- Palmira
- La Soledad
- Torreón de los Pastores
- Santa Ana
- Colonia Benito Juárez
- Presa del Mezquite
- Cieneguitas de Mariana
- El Pardillo Primero
- San Antonio de Buenavista
- San Isidro del Cerro Gordo
- San Miguel de Sosa
- San Martín de Pajaritos
- San José del Quelite
- Colonia Purísima del Maguey
- Puebla del Palmar
- Tortuguillas
- Los Corrales
- El Salitrillo
- El Tigre
- San Juan de los Hornillos
- Orilla del Llano
- Mesa de Tecolotillo
- Sector las Cumbres
- Ermita de Guadalupe